# Protección de la Calidad del Cielo del Norte de Chile
Unter Protección de la Calidad del Cielo del Norte de Chile (‚Schutz der Qualität des Himmels von Nordchile‘) versteht man die Schutzzone vor Lichtverschmutzung, die Chile im Nordteil des Landes 1999 eingeführt hat. Die Zone umfasst die Regiónes de Antofagasta (II), Atacama (III) und Coquimbo (IV), dem Südteil der Zona Norte de Chile, und entspricht etwa dem Norte Grande, in dem mehrere internationale Observatorien angesiedelt sind.

## Schutzintention um Maßnahmen
Im Dezember 1998 wurde die Norma de Emisión para la Regulación de la Contaminación Lumínica (Norma Lumínica) vom Ministerio de Economía, Fomento y Reconstrucción (Minecon), dem seinerzeitigen chilenischen Wirtschaftsministerium, erlassen. Es trat am 1. Oktober 1999 in Kraft.
Die Verordnung betont, dass „die astronomische Qualität des Himmels von Antofagasta, Atacama und Coquimbo ein wertvolles Natur- und Kulturerbe“ darstellt, und „international als die Beste in der südlichen Hemisphäre anerkannt ist, um astronomische Forschung zu entwickeln.“ Daneben enthält die jüngste Fassung aber – ganz im Sinne der UNESCO-Deklaration Recht auf Sternenhimmel (La-Palma-Deklaration 2007) und der Grundsatzerklärung 2010, dass Himmelsdunkel auch prinzipiell ein Schutzgut im Rahmen des UNESCO-Welterbes ist – einen Passus, der den Lichtschutz ausdrücklich in Bezug zur traditionellen Lebensweise der indigenen Völker stellt:

„Darüber hinaus soll mit dieser Regelung das natürliche und kulturelle Erbe des Nordens geschützt werden. Die
Kulturen der Quechua, Aymara und Atacama verwenden die Beobachtung von Sonne, Mond und Sternen, um den Verlauf der Jahreszeiten, Regen, und die Fruchtbarkeit des Landes vorherzusagen, und so die Entwicklung ihres Anbaues und die Fruchtbarkeit ihrer Tiere zu prognostizieren. Dies ist insbesondere wichtig angesichts der widrigen Bedingungen einer der trockensten Wüsten der Welt, in denen die Himmelsbeobachtung es den Bauern und Hirten ermöglicht, sich in Zeit und Raum zu orientieren, und somit zusammen mit ihren Tieren und Pflanzen überleben. Ebenso erfordern die klimatischen Bedingungen und die kosmischen Ereignisse, die förderlich für das Aufgehen der Saat, die Reproduktion der Tiere und Mobilität in den Bergen sind, spezielle und systematisierte Kenntnisse der Umwelt, die durch Überlieferungen und Gebräuche der Beobachtung des Himmels vererbt werden.“

Damit gehört dieses Lichtschutzgesetz als eines der ältesten auch zu den weltweit modernsten, was den Gedanken immateriellen Kulturerbes betrifft. Die Schutzzone ist auch ein Starlight Focal Point der UNESCO-Initiative Starlight 2007.
Für die Verwaltung des Schutzgebiets wurde das Oficina de Protección de la Calidad del Cielo del Norte de Chile (OPCC) geschaffen. Die Regelungen zu Lichtschutzmaßnahmen wurden dem State of the art angepasst (UNESCO/IAU/CIE-Empfehlungen 2007).

## Observatorien

### Internationale Observatorien

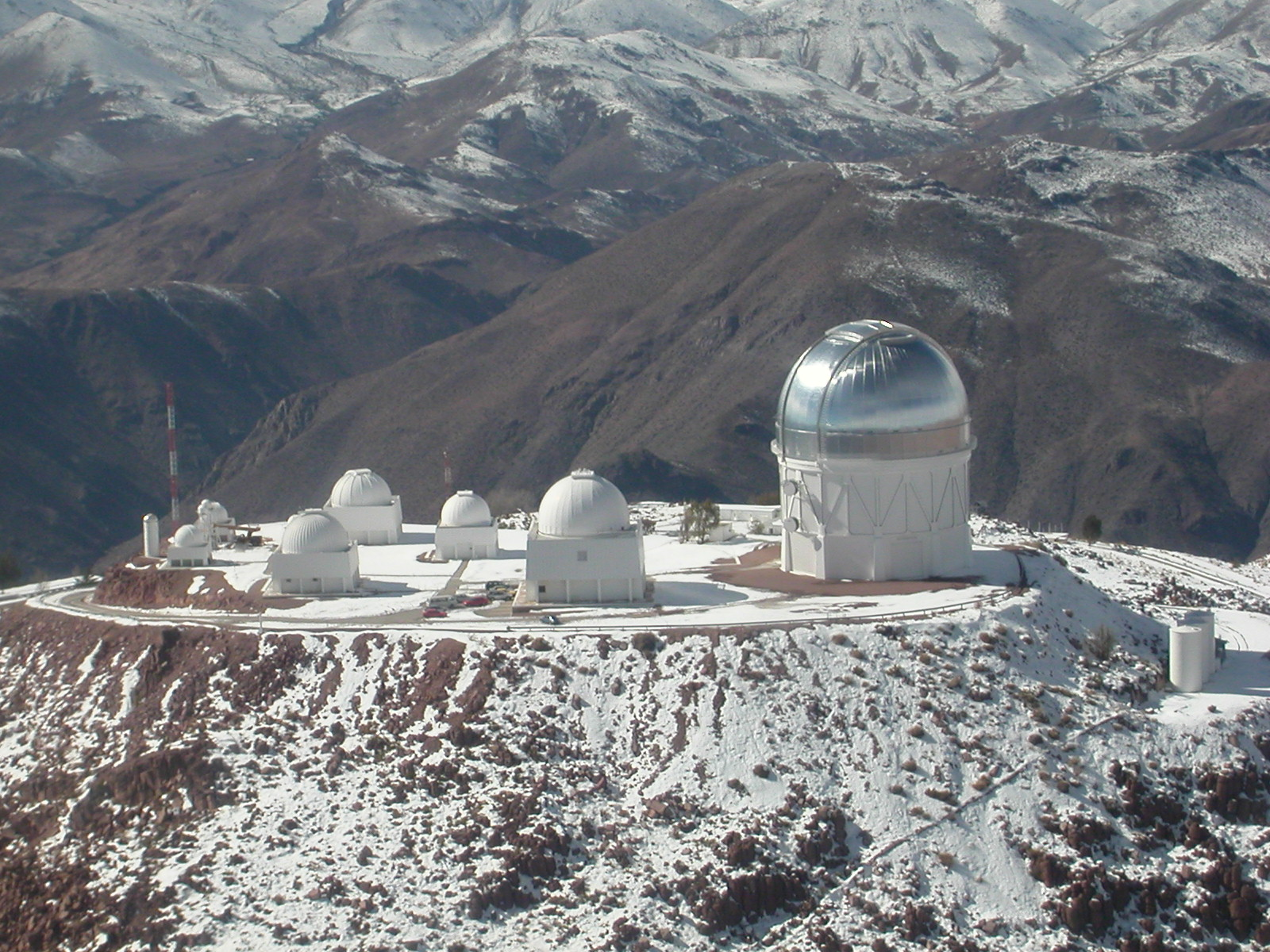
Cerro Tololo – CTIO-NOAO
- Las Campanas – LCO
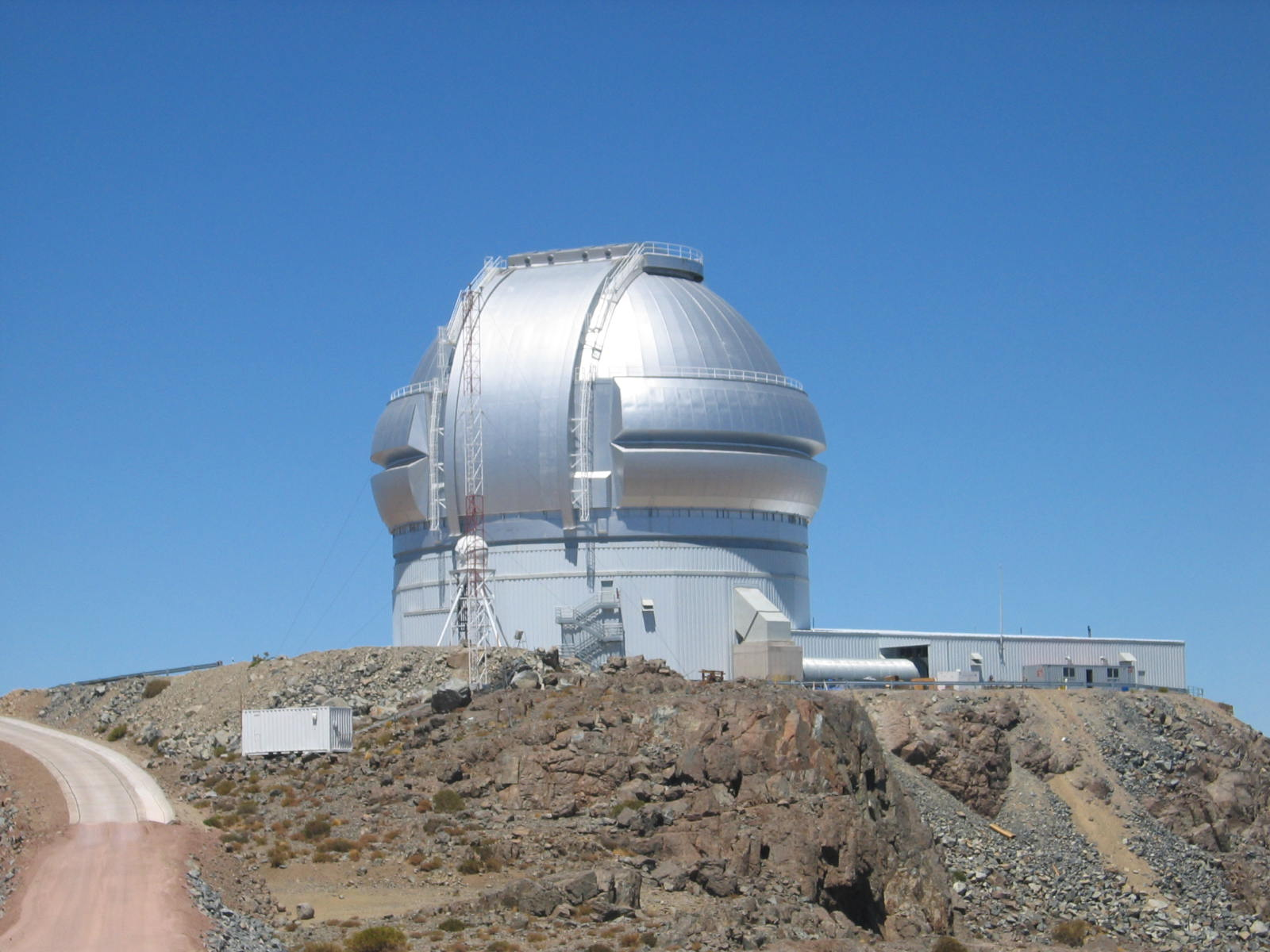
Pachón – Gemini Sur
- Pachón – SOAR
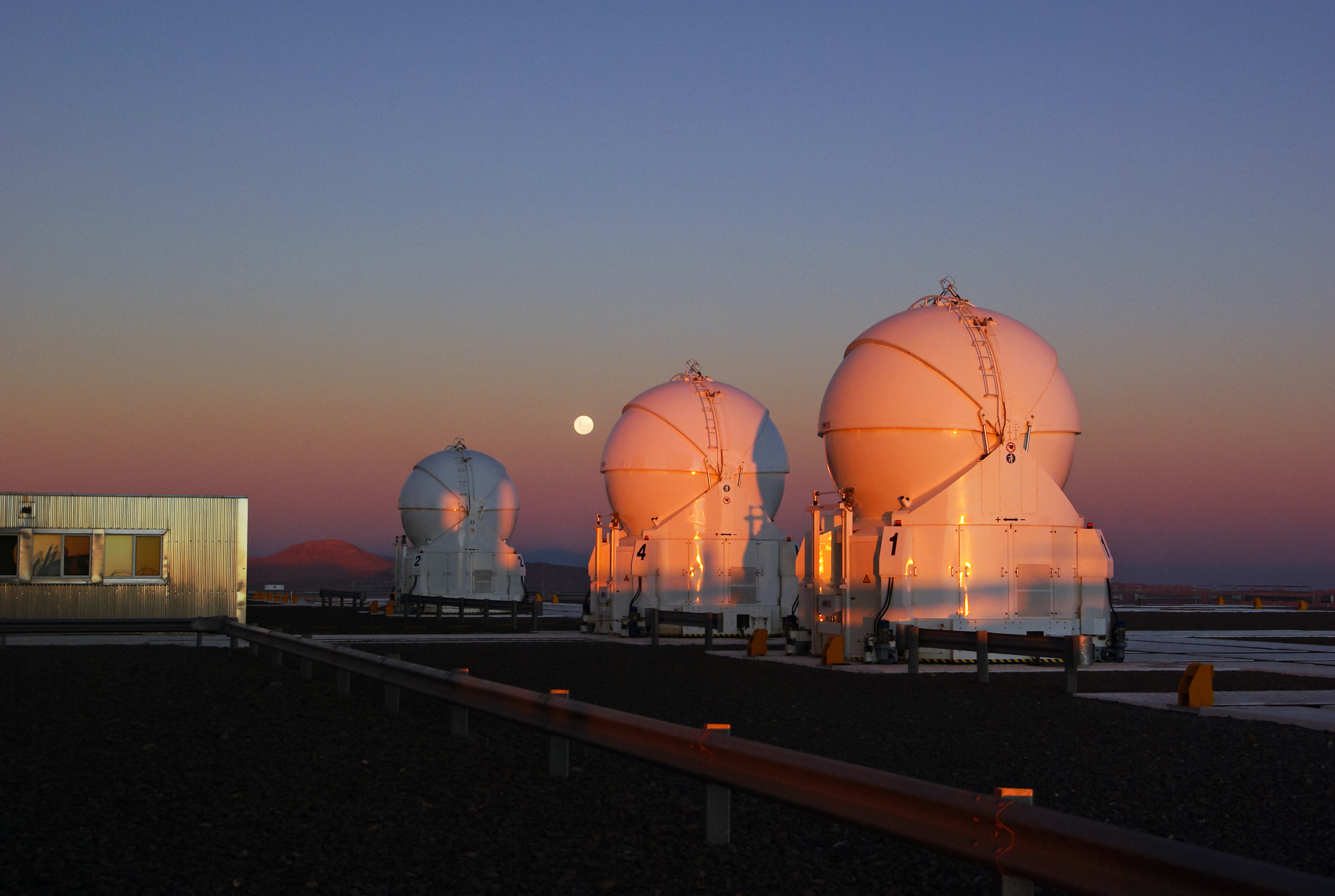
La Silla – ESO
- Paranal – ESO

Anmerkungen:
- Cerro Tololo
- Pachón – Gemini Sur
- Paranal – ESO

### In Planung/Bau
- Pachón – LSST[9]
- Las Campanas – GMT[9]
- Cerro Armazones – E-ELT[9]

Daneben finden sich hier auch etliche regionale Sternwarten.